# Achelipoda pictipennis
Achelipoda pictipennis är en tvåvingeart som först beskrevs av Mario Bezzi 1912.  Achelipoda pictipennis ingår i släktet Achelipoda och familjen dansflugor.
Artens utbredningsområde är Taiwan. Inga underarter finns listade i Catalogue of Life.